# Lingbo
Lingbo ist ein Ort (tätort) in der schwedischen Provinz Gävleborgs län, im äußersten Süden der historischen Provinz Hälsingland unweit der Grenze zu Gästrikland.

## Lage
Lingbo gehört zur Gemeinde Ockelbo. Der Ort liegt etwa 50 km Luftlinie nordwestlich der Provinzhauptstadt Gävle und knapp 20 km nördlich des Gemeindezentrums Ockelbo am westlichen Ufer des Sees Lingan, der vom Flüsschen Gopån durchflossen wird. Das im Waldgebiet Ödmården gelegene Lingbo ist der zweitgrößte Ort der Gemeinde nach ihrem Zentralort Ockelbo.
Der Ort hat einen Bahnhof an der Eisenbahnstrecke von Gävle nach Ånge (Norra stambanan, Streckenkilometer 56), Teil der wichtigsten Verbindung von Mittelschweden nach Norden. Durch Lingbo führt die Provinzstraße 272, die parallel zur Europastraße 4 von Gysinge über Sandviken und Ockelbo verläuft und weiter nördlich an die Reichsstraße 83 in Richtung Bollnäs, Ljusdal und Ånge anschließt.

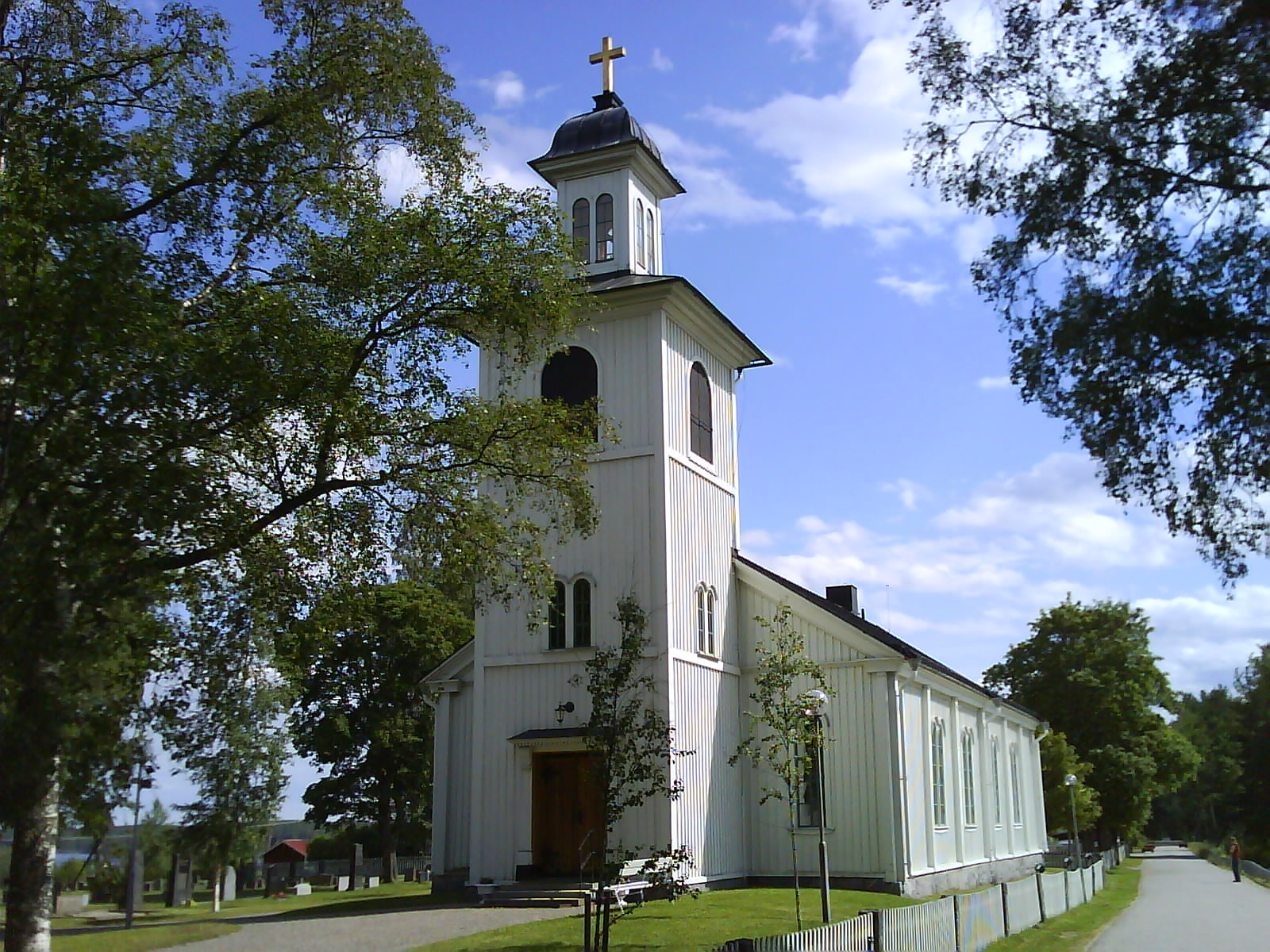
Lingbo kyrka
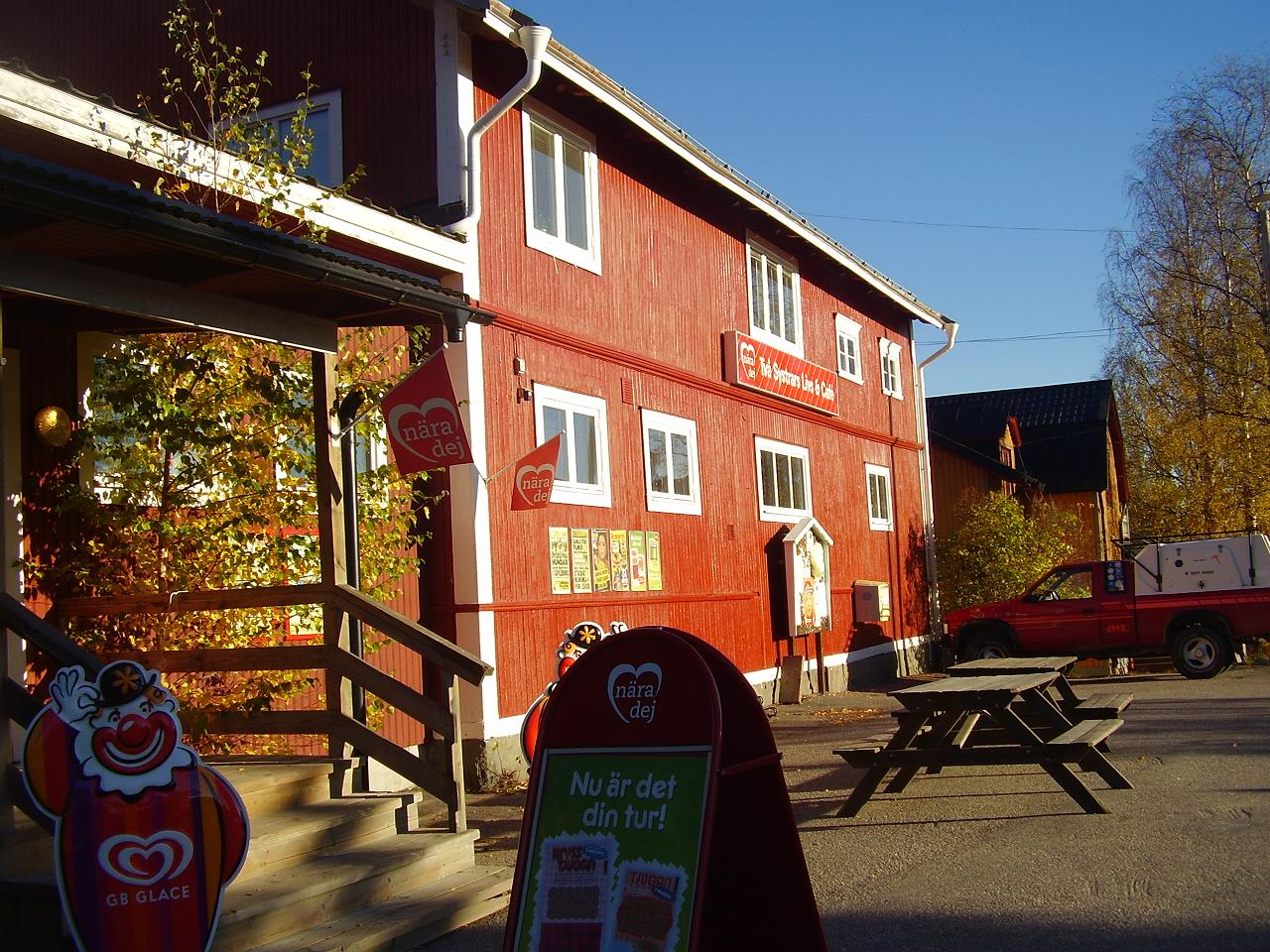
Lebensmittelgeschäft und Café in Lingbo

## Geschichte
Der Ort wurde 1436 erstmals als Lingabodher erwähnt. Im 19. Jahrhundert entstanden ein Sägewerk und verschiedene Holzbearbeitungsbetriebe, nach dem Bau der Eisenbahn 1881 eine Gießerei mit „mechanischer Werkstatt“ (Lingbo verkstäder).
Die heutige weiße Holzkirche von Lingbo wurde 1829 geweiht. Der Ort gehörte zunächst zur Kirchengemeinde Skog und wurde erst 1923 Zentrum einer selbständigen Kirchgemeinde.
Die Einwohnerzahl des Ortes sank seit Mitte des 20. Jahrhunderts (1960 betrug sie 769) um fast die Hälfte.

## Wirtschaft
In Lingbo gibt es eine Reihe kleinerer Handwerks- und anderer Betriebe. Viele Einwohner pendeln in die nächstgelegenen größeren Städte Gävle und Bollnäs, die per Zug in einer halben Stunde erreicht werden können. Eine gewisse Rolle spielt im Sommer der Tourismus: es gibt einen Campingplatz am See Lingan.